# Acroneuria scabrosa
Acroneuria scabrosa är en bäcksländeart som beskrevs av František Klapálek 1917. Acroneuria scabrosa ingår i släktet Acroneuria och familjen jättebäcksländor. Inga underarter finns listade i Catalogue of Life.